# Karl Vanlouwe
Karl Vanlouwe   (Nieuwpoort, 22 d'octubre de 1970), és un advocat i polític belga afiliat al partit flamenc Nieuw-Vlaamse Alliantie, qui va ser escollit membre del Senat de Bèlgica el 2010. D'ençà del 2015 Vanlouwe és membre del grup polític European Alliance dins del Comitè de les Regions d'Europa. També té veu a l'assemblea parlamentària de l'OTAN. Nascut a Nieuwpoort, Karl va viure la seva joventut a Koksijde. Va estudiar dret a Antwerp i Brussel·les i el 1994 va començar la seva carrera professional com a advocat especialitzant-se en legislació de propietat i lloguer. Deu anys més tard va decidir seguir la carrera política amb el partit Nieuw-Vlaamse Alliantie, com a conseller del ministre Geert Bourgeois al Parlament Flamenc.